# Perrhybris lypera
Perrhybris lypera is een vlindersoort uit de familie van de Pieridae (witjes), onderfamilie Pierinae.
Perrhybris lypera werd in 1850 beschreven door Kollar.